# Фредегар

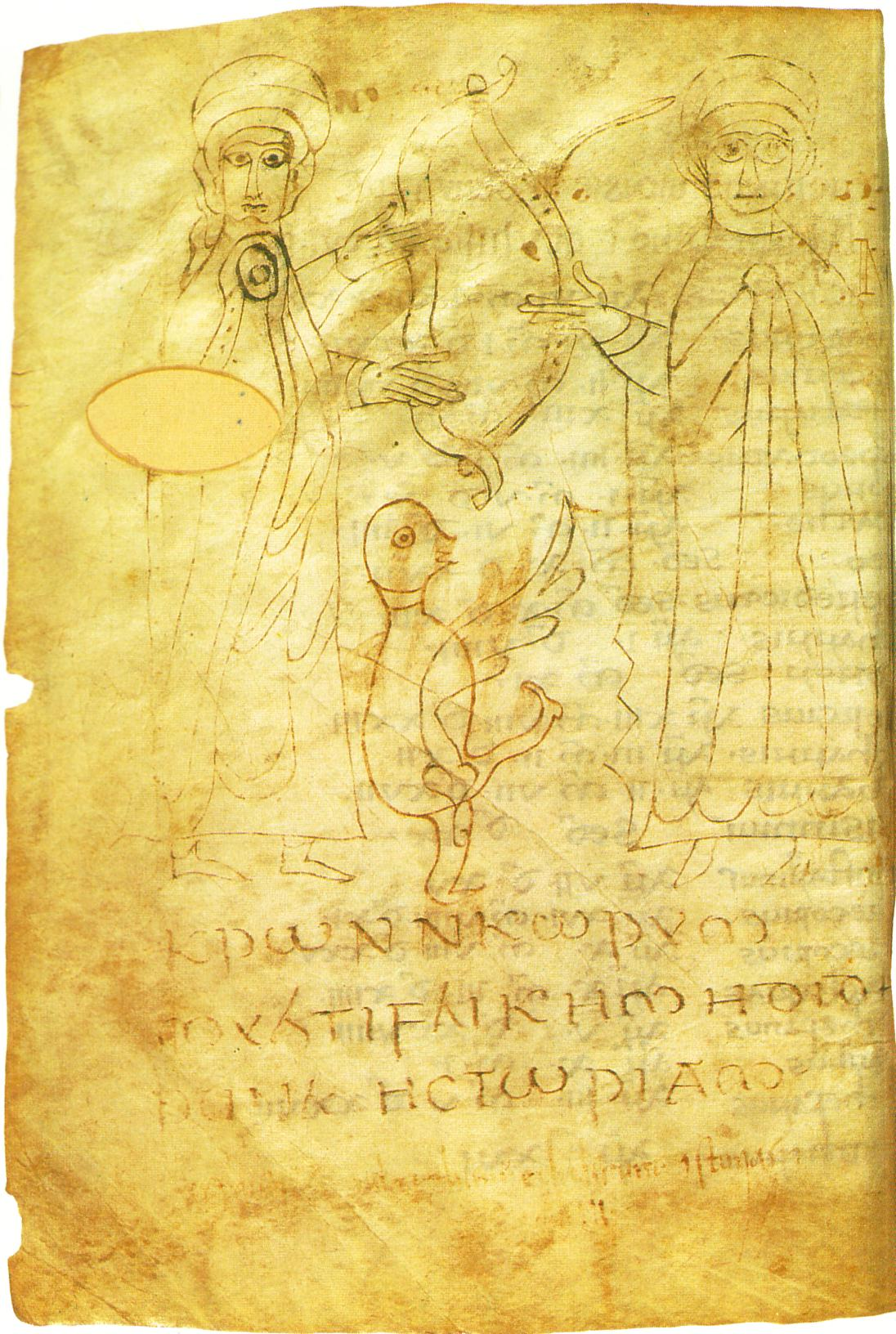
Одна із сторінок хроніки

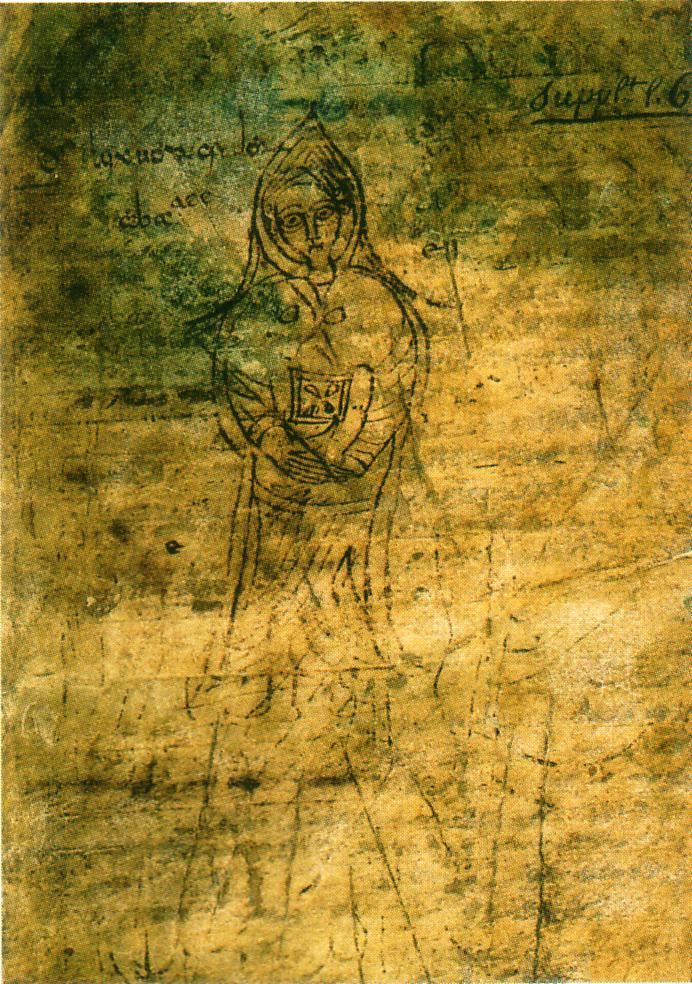
Ще одна сторінка із Фредегарової хроніки

Фредега́р (Фредегар Схоластик; лат. Fredegarius Scholasticus) (? — близько 660) — франкський літописець, жив у VII столітті. Автор «Хроніки Фредегара». Перша частина — це збірник різних джерел і описує тогочасне життя всієї Західної Європи, але найбільше Галлії до 584 року. Друга частина присвячена Меровінгам та їх діянням в 584-643 роках. Хроніку допрацьовували інші літописці аж до 768 року. Вона є найважливішим джерелом інформації про події VII століття. У 4 книзі є одна згадка про першу західнослов'янську державу Само. Ім'я Фредегар (Fredegar) використовувалось і в пізніші часи.